# Blaesoxipha ejuncida
Blaesoxipha ejuncida är en tvåvingeart som beskrevs av Thomas Pape 1994. Blaesoxipha ejuncida ingår i släktet Blaesoxipha och familjen köttflugor.
Artens utbredningsområde är Texas. Inga underarter finns listade i Catalogue of Life.